# René François Lecomte
Pour les articles homonymes, voir Lecomte.
René François Lecomte, né le 14 mai 1764 à Fontenay-le-Comte (Vendée), mort le 15 octobre 1793 à Bressuire (Deux-Sèvres), est un général de division de la Révolution française.

## États de service
Il entre en service en 1779, comme pilotin à bord du « Saint-Michel », il devient timonier l’année suivante, et il fait partie de l’expédition de Suffren aux Indes. Il passe au Régiment d'Austrasie, et il est nommé sergent-major en 1782, pour être le premier à entré dans les retranchements de l’île de Gandelour défendus par les Anglais.
De retour en France, il obtient son congé en 1785, et il devient régisseur des biens de Maynard, baron de Langon. En 1790, il remplit les fonctions de chef de bureau à l’administration départementale de la Vendée, et il s’enrôle le 19 septembre 1791. Le mois suivant, il est élu lieutenant du 3e bataillon de volontaires des Deux-Sèvres. 
En septembre 1792, il commande provisoirement ce bataillon et en novembre, il reçoit le grade de chef de bataillon. Le 27 février 1793, il est élu chef du bataillon « le Vengeur », il acquit ainsi que sa troupe une réputation légendaire de bravoure. Le 28 juin 1793, il décide la victoire à la bataille de Luçon, et il est récompensé par le brevet adjudant général chef de brigade en juillet 1793. Le 24 du même mois, il se distingue au combat de Pont-Charron, et il est promu général de brigade le 30 juillet 1793. Le 5 septembre suivant, il soutient à Chantonnay, avec 4 000 hommes, une lutte inégale contre 20 000 Vendéens et il se replie sur Luçon, après avoir été blessé. À peine rétabli, il vient reprendre sa place à l’armée, et il est proposé pour le grade de général de division le 8 octobre 1793 par les représentants en mission.
Le 11 octobre, il montre la plus grande valeur à la bataille de Châtillon, et il est blessé d’une balle dans le corps. Transporté par ses soldats à Bressuire, il meurt le 15 octobre 1793, des suites de sa blessure.

## Sources
- (en) « Generals Who Served in the French Army during the Period 1789 - 1814: Eberle to Exelmans »
- Jacques Charavay, Les généraux morts pour la patrie, 1792-1871 : notice biographiques, Au siège de la société, 1893, 160 p. (lire en ligne), p. 11.
- (pl) « Napoléon.org.pl »